# George Harris, 1. Baron Harris

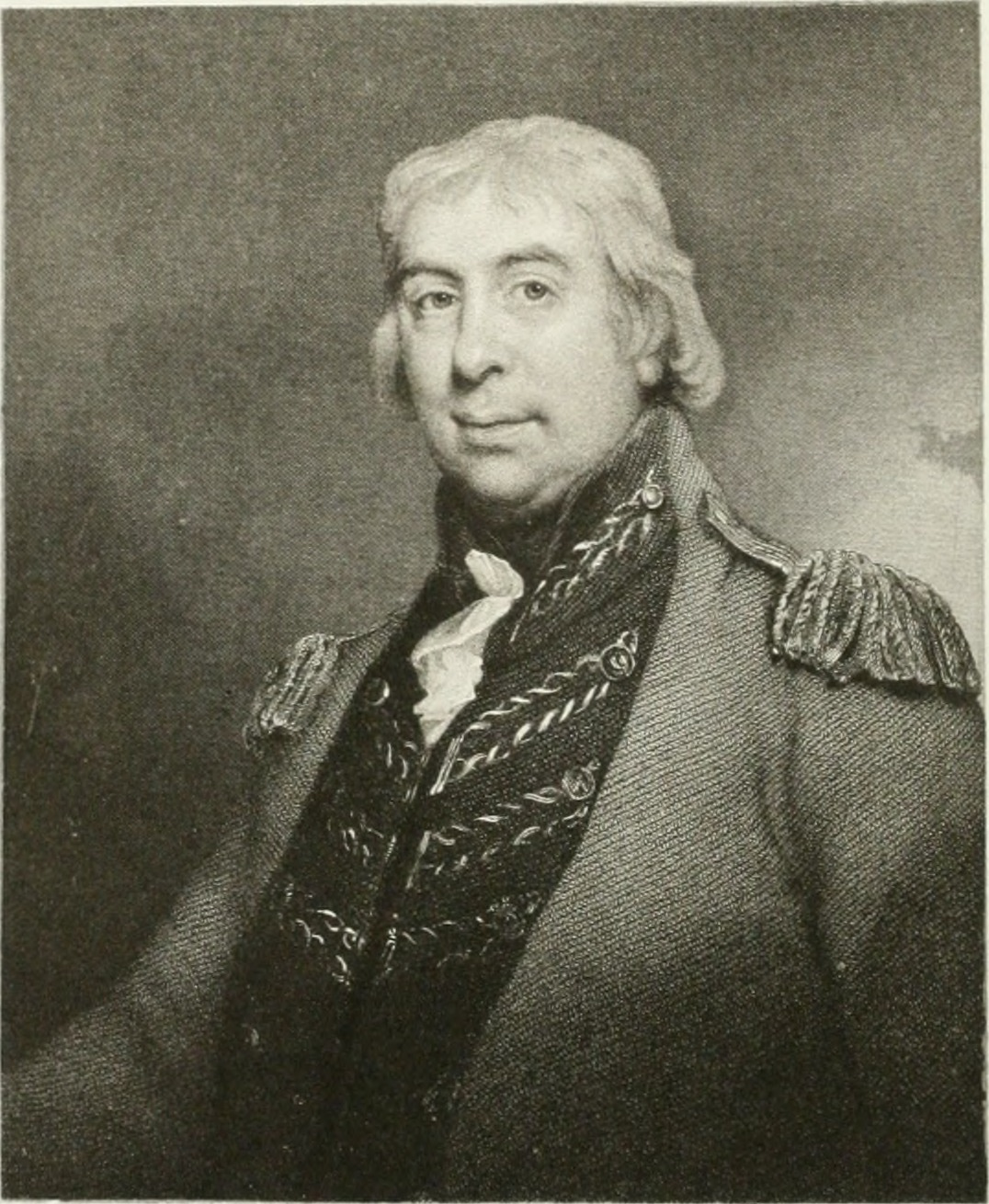
George Harris, 1. Baron Harris

George Harris, 1. Baron Harris GCB (* 18. März 1746 in London; † 19. Mai 1829 in Throwley, Kent) war ein britischer Offizier, sowie Heerführer und Kolonialgouverneur der Britischen Ostindien-Kompanie.

## Leben
Er war der älteste Sohn des Rev. George Harris († 1759), anglikanischer Kurat von Brasted in Kent, aus dessen Ehe mit Sarah Twentyman. Er besuchte die Westminster School und begann 1759 eine Kadettenausbildung an der Royal Military Academy Woolwich.
1760 trat er als Offiziersanwärter der Royal Artillery in die British Army ein. Im Juni 1762 erhielt er ein Offizierspatent als Lieutenant-Fireworker, da die Auflösung seines Artillerie-Bataillons bevorstand, wechselte er aber nur einen Monat später zur Infanterie als Ensign des 5th Regiment of Foot. 1765 erwarb er eine Beförderung zum Lieutenant und wurde 1767 Adjutant. 1768 bereiste er Frankreich und erwarb 1771 eine Beförderung zum Captain und Kompaniechef. 1774 wurde er mit seinem Regiment nach Nordamerika versetzt, wo im Folgejahr der Amerikanische Unabhängigkeitskrieg ausbrach. Als Kommandeur einer Grenadierkompanie kämpfte er im April 1775 bei Lexington, wobei die Hälfte seiner Männer fielen. Im Juni 1775 bei Bunker Hill erlitt sein Regiment erneut hohe Verluste und Harris erlitt eine schwere Verwundung am Kopf, die eine Trepanation erforderlich machte. Nach seiner Genesung in England kehrte er im Juli 1776 zu seinem Regiment zurück und nahm am Feldzug nach New York teil. Während des Feldzugs nach Philadelphia im September des folgenden Jahres wurde er im Gefecht bei Cooch’s Bridge am Bein verwundet. Nachdem er temporär das Oberkommando über sein Regiment ausgeübt hatte, wurde er im Januar 1778 zum Major befördert.
Ab November 1778 nahm er unter General James Grant (1720–1806) an einem Feldzug zur Einnahme der französischen Stützpunkte auf den Westindischen Inseln teil und schifft sich dazu in New York ein. Bei der Eroberung von St. Lucia befehligte er ein provisorisches Grenadierbataillon und zeichnete sich dabei am 18. Dezember als Stellvertreter von Brigadier-General William Medows bei der Abwehr des massiven französischen Gegenangriffs gegen den britischen Brückenkopf auf der Halbinsel La Vigie besonders aus. Nach einiger Zeit als Marineinfanterist an Bord der Flotte in der Karibik kehrte Harris nach England zurück.
Im Dezember 1780 wurde er zum Lieutenant-Colonel des 5th Regiment of Foot befördert und diente die nächsten sechs Jahre mit seinem Regiment in Irland. Als sein Regiment nach Nordamerika zurückbeordert wurde, beschloss er, seinen Dienstposten zu verkaufen, doch bei einem zufälligen Treffen mit General Medows bot ihm sein alten Mitstreiter, der gerade zum Gouverneur von Bombay ernannt worden war, den Posten des Sekretärs und Adjutanten an. Am 12. Oktober 1787 wechselte er entsprechend zum 76th Regiment of Foot, das gerade für den Dienst in Indien neu aufgestellt wurde. Er erreichte Bombay im September 1788 und folgte Medows dann nach Madras, wo er im November 1790 zum Colonel befördert wurde. Er kämpfte während des Dritten Anglo-Mysore-Krieges bis 1792 zunächst unter Medows und dann unter Lord Cornwallis.
1793 nach England zurückgekehrt, wurde er im Oktober 1794 zum Major-General befördert und für die Britische Ostindien-Kompanie zum Kommandanten von Fort William in Kalkutta ernannt. Im Mai 1796 in den lokalen Rang eines Lieutenant-General befördert übernahm er im Januar 1797 den Oberbefehl über die Madras Army. Ein Streit mit dem Gouverneur von Madras, Lord Hobart, über Einmischungen der Zivilverwaltung in die militärische Angelegenheiten war zum Zeitpunkt von Lord Hobarts Abreise im Februar 1798 ungelöst, und bis zur Ankunft seines Nachfolgers, Lord Clive, im August 1798 hatte Harris kommissarisch das Gouverneursamt inne. Als solcher reagierte er auf den Befehl des neuen Generalgouverneurs von Indien, Richard Wellesley, 2. Earl of Mornington, Vorbereitungen für die Wiederaufnahme des Krieges gegen Mysore unter Tipu Sultan zu treffen (Vierter Mysore-Krieg). Das Geld war jedoch knapp, und die Notwendigkeit, ausreichende Vorräte zu sammeln und gleichzeitig die militärische Unterstützung des Nizam von Hyderabad, Asaf Jah II., sicherzustellen, führte dazu, dass Harris erst im Februar 1799 eine 40.000 Mann starke Armee gegen Mysore führte. Sein Vormarsch erfolgte sodann langsam, aber sicher – die Armee war mit einem großen Belagerungstross und mehr als 100.000 Lagergefolgsleuten überlastet. Am 27. März wurde ein Angriff von Tipus Streitkräften bei Malavalli abgewehrt. Er erreichte am 5. April die Hauptstadt von Mysore, Seringapatam, die nach einmonatiger Belagerung am 4. Mai erstürmt wurde. Seringapatam erobert und Tipu Sultan getötet.
Dann begannen für Harris die wirklichen Schwierigkeiten. Major-General David Baird, der die Erstürmung von Seringapatam angeführt hatte, deutete an, dass Harris Colonel Arthur Wellesley (Lord Morningtons jüngerer Bruder und zukünftiger Duke of Wellington) eigennützig bevorzugt habe, indem er ihn zum Gouverneur der neu eroberten Stadt ernannte. Aus Rücksicht auf Baird wurde die daraus resultierende Korrespondenz damals von Harris unterdrückt, doch 1829 wurden die Briefe von Bairds Biographen Theodore Hook veröffentlicht, was wiederum Harris’ Schwiegersohn Stephen Lushington dazu veranlasste, eine Biographie über Harris zu schreiben und Hooks kleinliche Schlussfolgerungen zu widerlegen. Aber was noch schlimmer war: Harris geriet auch in eine Kontroverse über die Verteilung von 1.143.216 £ Prisengeld, der Kriegsbeute aus der Eroberung von Seringapatam. Nach Rücksprache mit Lord Mornington überließ Harris die Aufgabe einem Prisenkomitee der Armee. Das Urteil löste jedoch einen solchen Groll aus, dass ausgeschlossene Parteien – ebenso wie der Präsident des Prisenkomitees, General John Floyd – dazu übergingen, Broschüren zu veröffentlichen, in denen sie vertrauliche Dokumente zitierten und strittige Behauptungen über die Versorgungslage der Armee unmittelbar vor dem Fall von Seringapatam aufstellten. Lord Mornington beschuldigte Harris, die Veröffentlichung fahrlässig zugelassen zu haben, und die Beziehungen zwischen den beiden Männern waren vorübergehend angespannt. Das Direktorium der Ostindien-Kompanie gelangte unterdessen zu der Auffassung, dass eine Gruppe von Generalen einen zu großen Teil des Preisgeldes für sich selbst vereinnahmt hatte, und versuchte nachträglich, ihren Anspruch einzuschränken. Der Anteil von Harris als Oberbefehlshaber sollte von einem Achtel auf ein Sechzehntel gekürzt werden, im Einklang mit der Marinepraxis, jedoch im Widerspruch zu früheren und späteren Gepflogenheiten in Indien.
Möglicherweise war es die offizielle Missbilligung der angeblichen Raubgier der Eroberer von Seringapatam, die dazu führte, dass ihnen bedeutende Ehren vorenthalten wurden, obwohl Harris bei seiner Rückkehr nach England, 1800, eine irische Peerwürde angeboten wurde, die er ablehnte, und er im Februar 1802 zum Colonel des 73rd (Highland) Regiment of Foot ernannt wurde. Harris seinerseits behauptete, dass böswillige Einflüsse ihn daran gehindert hätten, das zu erhalten, was ihm zustehe. Noch ärgerlicher für Harris war, dass das Direktorium so weit ging, eine Klage am Court of Chancery zu unterstützen, um die Rückzahlung eines Teils des Seringapatam-Prisengeldes zu erzwingen. Die Klage dauerte bis 1807, als sie abgewiesen wurde, und es folgte eine Berufung beim Privy Council, wo die Klage erneut abgewiesen wurde.
Obwohl Harris 1801 zum Lieutenant-General und 1812 zum General befördert worden war, ließ er sich 1815 dazu überreden, einen offenen Brief an den Premierminister und Oberbefehlshaber der Armee zu veröffentlichen und die volle Anerkennung seiner Leistungen zu fordern. Am 11. August 1815 wurde er als Baron Harris, of Seringapatam and Mysore in the East Indies and of Belmont in the County of Kent, zum erblichen britischen Peer erhoben und wurde dadurch Mitglied des House of Lords und wurde im Mai 1820 als Knight Grand Cross des Order of the Bath ausgezeichnet. 1824 wurde er zum Gouverneur von Dumbarton Castle ernannt.
Harris starb 1829 auf seinem Anwesen Belmont Park bei Throwley in Kent, das er 1801 erworben hatte und wurde in der nahe gelegenen Kirche von Throwley bestattet. Seine Peerwürde fiel an seinen ältesten Sohn William Harris als 2. Baron.

## Ehe und Nachkommen
Am 9. Dezember 1779 heiratete er Anne Carteret Dickson (1759–1833), die Tochter und Coerbin des Charles Dickson aus Bath in Somerset. Sie hatten vier Söhne, sowie sechs Töchter, von denen drei das Erwachsenenalter erreichten:
- Hon. Anne Elizabeth Harris († 1856), ⚭ 1797 Stephen Rumbold Lushington (1776–1868), MP, Gouverneur von Madras;
- William George Harris, 2. Baron Harris (1782–1845), Lieutenant-General der British Army, ⚭ (1) 1809 Eliza Selina Anne Dick († 1817), ⚭ (2) 1824 Isabella Helena Handcock-Temple († 1861);
- Hon. Michael Thomas Harris (1783–1824), diente 1799–1824 in der Zivilverwaltung von Madras, ⚭ 1807 Emma Martha Money (1788–1866);
- Hon. Sarah Harris (1785–1844), ⚭ 1809 Rev. John Hodgson († 1870);
- Hon. Charles Harris (1793–⚔ 1815 vor New Orleans), Captain des 85th (Bucks Volunteers) Regiment of Foot (Light Infantry);
- Rev. Hon. Musgrave Alured Hanry Harris (1801–1836), anglikanischer Priester, ⚭ 1835 Georgina Fosbery;
- Hon. Mary Jane Harris († 1862), ⚭ 1822 Francis Bradley-Dyne (1790–1866).